# Rhaphuma diversipennis
Rhaphuma diversipennis là một loài bọ cánh cứng trong họ Cerambycidae.